# 6
|  | Aquest article tracta sobre l'any. Si cerqueu el nombre, vegeu «6 (número)». |

## Esdeveniments
- Quirí realitza un cens a Judea (d'acord amb Flavi Josefus)
- Gran incendi a Roma
- Establiment del procés per ocupar un càrrec públic a la Xina (precursor de les oposicions)

## Naixements
- Neró, fill de Germànic Cèsar i Agripina I.
- Cesònia, emperadriu romana.

## Necrològiques
- Cleòpatra Selene, reina de Cirenaica i Líbia.
- Orodes III de Pàrtia, rei de Pàrtia.